# دولت‌آباد (فراهان)
دولت‌آباد روستایی در دهستان فرمهین بخش مرکزی شهرستان فراهان استان مرکزی ایران است.

## جمعیت
بر پایه سرشماری عمومی نفوس و مسکن در سال ۱۳۹۵ جمعیت این مکان ۸۳ نفر (۲۸خانوار) بوده‌است.